# Tornade de Sudbury
La tornade de Sudbury est l'une des tornades les plus destructrices de l'histoire canadienne qui frappe le 20 août 1970 la ville de Sudbury, en Ontario, tuant six personnes et en blessant 200 autres. Classée F3 sur l'échelle de Fujita, elle endommage gravement la ville et la région immédiate. Les dégâts sont estimés à près de 17 millions de dollars canadiens dans la région. En 2024, la tornade est toujours la huitième plus meurtrière au Canada.

## Évolution météorologique

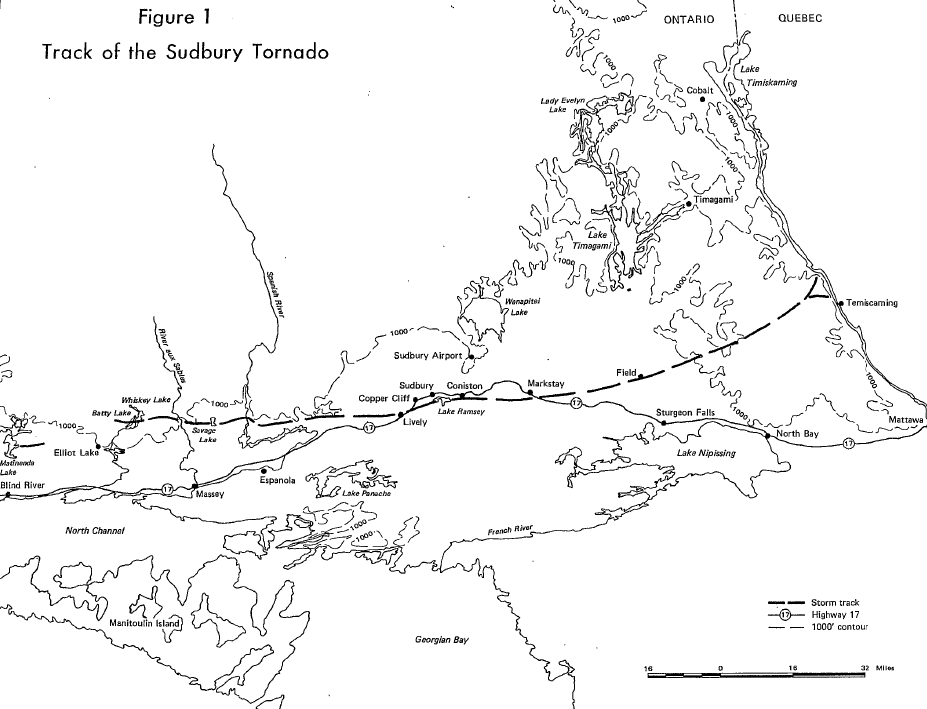
Trajectoire de la tornade.

Le matin du 20 août, un complexe orageux s'est formé sur l'est du lac Supérieur et la péninsule supérieure du Michigan à l'avant d'un creux barométrique. Il s'est déplacé vers l'est sur la baie Géorgienne et le lac Huron puis a faibli. Cependant, une cellule orageuse dans ce complexe a pris une intensité inhabituelle près d'Elliot Lake. La tornade a en premier touché juste à l'ouest de cette ville dans le secteur boisé de Matinenda Lake.
Elle a été ensuite rapportée à Lively, voisine de Sudbury, peu après 8 h HAE (12 h UTC), d'où elle s'est rapidement dirigée vers l'est, frappant ensuite la ville de Copper Cliff ainsi que les quartiers de Robinson et Lockerby de Sudbury au cours des dix minutes suivantes. Les vents ont été estimés à 320 km/h et le corridor de la tornade était de 200 à 400 m de large à ce moment,.
La tornade a poursuivi son chemin à travers la forêt et frappé moins d'une heure plus tard la communauté de Field, dans la présente municipalité du Nipissing-Ouest, se situant à environ 70 kilomètres à l'est de Sudbury,,. Elle s'est dissipée au nord de Témiscaming à la frontière avec le Québec après un trajet discontinu de 275 km.
Les orages ont continué à travers North Bay et déraciné quelques arbres mais heureusement évité tout dommage à la ville. Les orages se sont ensuite dirigés vers le sud-est en direction d'Ottawa, ce qui a amené le gouvernement fédéral à ordonner la fermeture préventive de ses bureaux situés à l'intérieur de la région de la capitale nationale, mais la tempête s'est affaiblie autour de la communauté de Chalk River, et seulement quelques millimètres de pluie sont tombés sur Ottawa lorsqu'elle a atteint la ville.
La population locale n'a eu que peu de préavis concernant la tempête à venir puisqu'à l'époque l'aéroport de Sudbury n'était pas sous la couverture d'un radar météorologique capable de détecter et suivre la rotation dans les orages violents. Les prévisions météorologiques pour la journée mentionnaient seulement des « averses ». La première indication publique de la tornade fut un appel frénétique téléphonique au poste radiophonique CKSO d'une femme indiquant que sa maison était emportée par le vent.

## Conséquences
Les maires des villes de Sudbury et Lively, respectivement Joe Fabbro et Len Turner, ont déclaré leurs communautés comme étant des zones sinistrées. Le gouvernement fédéral et celui provincial de l'Ontario ont immédiatement envoyé des représentants dans la ville de Sudbury afin d'aider les communautés affectés, notamment le procureur général de la province, Arthur Wishart, le ministre provincial des Affaires municipales, Darcy McKeough et le ministre fédéral du Logement, Robert Andras,.
Étant donné que les opérations de la compagnie avaient été temporairement interrompues à la suite de la tempête, Inco a réaffecté ses employés pour aider à la reconstruction des maisons à Lively, qui était à l'époque une ville d'entreprise dans laquelle la plupart des maisons appartenaient à la compagnie, plutôt qu'à des propriétaires privés. De plus, un fonds de secours de 2 millions de dollars (CAD) a été rapidement mis en place par le conseil municipal de Sudbury.
Malgré l'ampleur des dégâts, de nombreux météorologues ont d'abord résisté à classer le phénomène comme une tornade bien que la répartition des dégâts soit cohérente avec ce type d'activité mais il n'y a eu aucun rapport confirmé d'un nuage en entonnoir visible,. Bien qu’il soit désormais généralement admis qu’une tornade peut se produire sans entonnoir identifiable dans certaines conditions météorologiques, cette hypothèse n’était pas aussi largement acceptée dans les années 1970. Ce n’est qu’en 1972 que le Service météorologique du Canada (alors appelé Service canadien de l'environnement atmosphérique) a publié un rapport final confirmant qu’une tornade avait bel et bien eu lieu,.
Six personnes sont mortes et 200 ont été blessées par la tornade, qui a causé des dégâts estimés à 17 millions de dollars (CAD) en 1970 (soit environ 
111 millions aujourd'hui), notamment à la fonderie de cuivre d'Inco à Copper Cliff. Un pipeline transportant du concentré de fer-nickel vers l'usine s'est effondré sur une voie ferrée en contrebas et provoqué un déraillement lorsqu'un train a heurté le tuyau. L'incident n'a entraîné que des blessures mineures. Un autre incident reporté concerne l'Inco Superstack, alors en construction, qui a oscillé sous l'orage mais n'a pas été gravement endommagé. Six ouvriers se trouvaient sur la plateforme de construction à ce moment-là, mais tous les six ont survécu.
Des dommages mineurs ont également été signalés au Big Nickel avec quelques marques sur les panneaux en acier inoxydable lorsque des pierres et des débris ont frappé le monument mais cette structure a survécu. Des dégâts ont également été signalés au Memorial Hospital, au Glad Tidings Tabernacle, et à plus de 300 maisons à Lively, Sudbury et Field.
Certaines rues des quartiers touchés ont été inondées par 30 centimètres d’eau et les infrastructures électriques et de communication ont été gravement endommagées. Pendant plusieurs jours après les orages, la radio amateur restait le seul moyen fiable de communication à l'intérieur et à l'extérieur de la ville. À Field, une scierie qui était le principal employeur de la ville a été gravement endommagée et le toit d'une église a été arraché quelques minutes seulement après que les paroissiens avaient quitté le bâtiment après la fin de la messe du matin,.